# 2시의 음악데이트
 김은미의 2시의 음악데이트는 TBN 부산교통방송(FM 94.9MHz)에서 주말 낮 14시부터 낮 15시 55분까지 방송했던 부산권 지역의 라디오 음악 프로그램이다.

## 코너

### 요일별 코너
- (토요일) 클래식한 가요? : 우리 가요 속에 숨은 클래식 이야기(경성대 음대 김윤선 교수)
- (토요일) 아무 노래 : 주말 나들이에 듣고 싶은 신청곡
- (토요일) 가요계 산책 : 한 주간의 가요계 소식
- (토요일) 청취자 전화데이트 : 청취자 사연 리퀘스트
- (일요일) Remake! Remake! : 원곡과 리메이크곡의 색다른 느낌 비교분석(인디밴드 보컬 이주헌)
- (일요일) Live Mini Concert! : 나른한 주말, 통기타 Live음악으로 추억을 나누는 코너(가수 박상운)